# 86-та авіаційна база (Румунія)
86-та авіаційна база «Лейтенант авіації Георге Мочорніце» (також — авіабаза Фетешть, рум. Baza 86 Aeriană "Locotenent aviator Gheorghe Mociorniță") — складова ВПС Румунії.
Розташована у комуні Борча повіту Келераш на півдні країни. Тут базується 53-тя винищувальна ескадрилья, озброєна літаками F-16. Командувач — бригадний генерал Юліан Паціля.

## Історія
86-й винищувальний авіаполк, який до 1959-го називався 206-м полком тактичної авіації, був створений 1952-го року на аеродромі Девеселу і отримав ескадрилью МіГ-19, а 1967-го — ще дві ескадрильї МіГ-21.

## Сучасність
Станом на серпень 2020-го року аеродром вже отримав 12 + 2 літаки F-16, ще три були на підході; усі вони прибули з 5-ї бази португальських ВПС.

### Російсько-українська війна
Поточне устаткування та інфраструктура бази будуть використані для створення спільного центру підготовки пілотів НАТО і України (англ. EFTC) у межах повітряного простору країн-членів альянсу, для цього Нідерланди нададуть кільканадцять літаків.
Центр почав роботу 13 листопада 2023-го року.